# Vombsjön
Vombsjön, oder auch Våmbsjön, ist ein See in der historischen südschwedischen Provinz Schonen, etwa 20 km östlich der Stadt Lund gelegen. Der See ist Teil der Gemeinden Eslöv, Lund und Sjöbo.
Er hat eine Fläche von 12 km² und liegt auf 20 m ö.h., seine größte Tiefe beträgt 16 Meter. Der See ist bekannt für seine gute Wasserqualität und seinen reichen Barschbestand, er fungiert seit 1948 als Trinkwasserspeicher für das 30 km entfernte Malmö.
Zwei Flüsse speisen den Vombsjön: Der Björkaån von Osten und der Borstbäcken von Norden. Der See wird vom Kävlingeån entwässert, seit 1936 geschieht dies reguliert.

## Sehenswürdigkeiten
In der Nähe des Sees liegen das Schloss Övedskloster sowie die Kirche von Öved.

## Sonstiges
Der See wird im zweiten Kapitel von Selma Lagerlöfs Roman Die wunderbare Reise des kleinen Nils Holgersson mit den Wildgänsen beschrieben.